# Werner von Fritsch
Werner Thomas Ludwig Freiherr von Fritsch (4 de Agosto de 1880 – 22 de Setembro de 1939) foi Comandante-chefe da Wehrmacht, Chefe do Alto Comando Alemão entre 1934 e 1938, e opunha-se ao programa de Adolf Hitler.
No início de 1938, sabida qual era sua posição sobre os planos bélicos de Hitler, tornou-se vítima de uma conspiração (ver Caso Blomberg-Fritsch) que o acusava de ser homossexual. A 4 de Fevereiro de 1938, Hitler demitiu-o, juntamente com Werner von Blomberg, por «razões de saúde», embora, já nesta altura, Hitler soubesse que tudo não passava de falsas acusações. Absolvido das acusações no mês seguinte, foi nomeado para o seu antigo regimento na posição de Coronel-em Chefe. Morreu em circunstâncias estranhas (foi o segundo general alemão a morrer em combate) durante a Invasão da Polónia na Segunda Guerra Mundial.